# Roquefort-les-Cascades
Pour les articles homonymes, voir Roquefort.
Roquefort-les-Cascades (Ròcafòrt en occitan languedocien) est une commune française située dans l'est du département de l'Ariège, en région Occitanie. Sur le plan historique et culturel, la commune fait partie du pays d'Olmes, haut lieu de la tragédie cathare alliant des paysages d'une extrême diversité.
Exposée à un climat océanique altéré, elle est drainée par l'Alses et par un autre cours d'eau. La commune possède un patrimoine naturel remarquable composé de deux zones naturelles d'intérêt écologique, faunistique et floristique.
Roquefort-les-Cascades est une commune rurale qui compte 83 habitants en 2022, après avoir connu un pic de population de 423 habitants en 1806. Elle fait partie de l'aire d'attraction de Lavelanet. Ses habitants sont appelés les Roquefortains ou Roquefortaines.

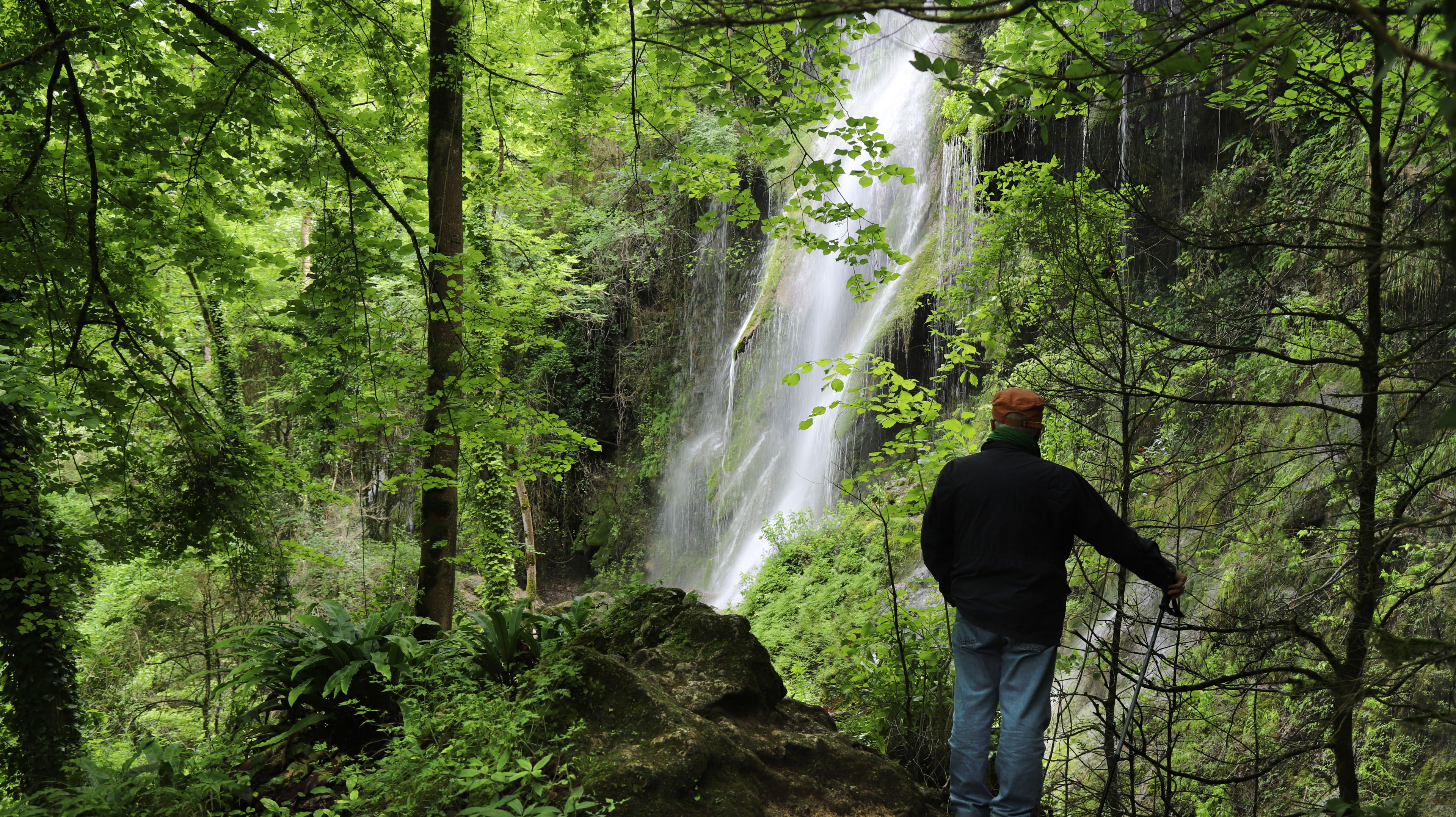

## Géographie

### Localisation
La commune de Roquefort-les-Cascades se trouve dans le département de l'Ariège, en région Occitanie.
Elle se situe à 12 km à vol d'oiseau de Foix, préfecture du département, à 21 km de Pamiers, sous-préfecture, et à 8 km de Lavelanet, bureau centralisateur du canton du Pays d'Olmes dont dépend la commune depuis 2015 pour les élections départementales.
La commune fait en outre partie du bassin de vie de Lavelanet.
Les communes les plus proches sont : 
Carla-de-Roquefort (1,8 km), Ilhat (2,3 km), Roquefixade (2,9 km), Leychert (2,9 km), Lieurac (3,5 km), Péreille (4,5 km), Sautel (4,7 km), Nalzen (4,9 km).
Sur le plan historique et culturel, Roquefort-les-Cascades fait partie du pays d'Olmes, haut lieu de la tragédie cathare alliant des paysages d'une extrême diversité.
Roquefort-les-Cascades est limitrophe de six autres communes.
Les communes limitrophes sont  Carla-de-Roquefort, Ilhat, L'Herm, Leychert, Roquefixade et Ventenac.
| Ventenac | Carla-de-Roquefort     |             |
| L'Herm   | Roquefort-les-Cascades | Ilhat       |
|          | Leychert               | Roquefixade |

### Géologie et relief
La commune est située pour partie dans les Pyrénées, une chaîne montagneuse jeune, érigée durant l'ère tertiaire (il y a 40 millions d'années environ), en même temps que les Alpes, et pour partie dans le Bassin aquitain, le deuxième plus grand bassin sédimentaire de la France après le Bassin parisien. Elle est marquée par le front du chevauchement frontal nord-pyrénéen qui la traverse d'est en ouest, séparant la Zone nord-pyrénéenne (ZNP) au sud de la Zone sous-pyrénéenne (ZSP) au nord, qui constitue la frange sud du Bassin aquitain. Les terrains affleurants sur le territoire communal sont constitués de roches sédimentaires datant pour certaines du Cénozoïque, l'ère géologique la plus récente sur l'échelle des temps géologiques, débutant il y a 66 millions d'années, et pour d'autres du Mésozoïque, anciennement appelé Ère secondaire, qui s'étend de −252,2 à −66,0 Ma. La structure détaillée des couches affleurantes est décrite dans la feuille « n°1075 - Foix » de la carte géologique harmonisée au 1/50 000ème du département de l'Ariège, et sa notice associée.
La superficie cadastrale de la commune publiée par l’Insee, qui sert de références dans toutes les statistiques, est de 7,08 km2,. La superficie géographique, issue de la BD Topo, composante du Référentiel à grande échelle produit par l'IGN, est quant à elle de 7,05 km2. Son relief est particulièrement escarpé puisque la dénivelée maximale atteint 447 mètres. L'altitude du territoire varie entre 433 m et 880 m.

### Hydrographie

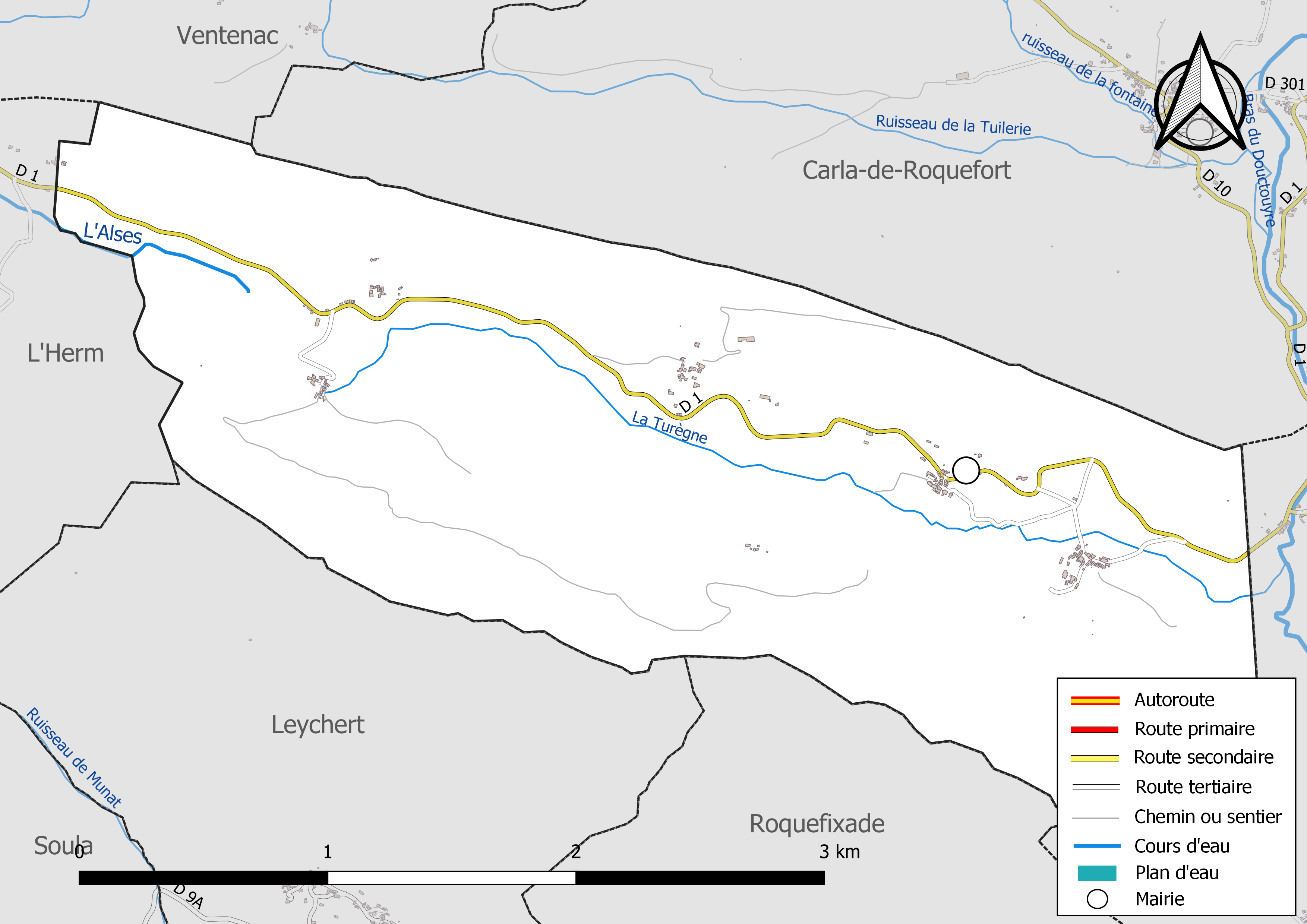
Réseaux hydrographique et routier de Roquefort-les-Cascades.

La commune est dans le bassin versant de la Garonne, au sein du bassin hydrographique Adour-Garonne. Elle est drainée par l'Alses, la Turègne, constituant un réseau hydrographique de 5 km de longueur totale,.
L'Alses, d'une longueur totale de 11,82 km, prend sa source dans la commune de Roquefort-les-Cascades et s'écoule d'est en ouest. Il traverse la commune et se jette dans l'Ariège à Vernajoul, après avoir traversé 6 communes.

### Climat
Pour des articles plus généraux, voir Climat de l'Occitanie et Climat de l'Ariège.
En 2010, le climat de la commune est de type climat océanique altéré, selon une étude du Centre national de la recherche scientifique s'appuyant sur une série de données couvrant la période 1971-2000. En 2020, Météo-France publie une typologie des climats de la France métropolitaine dans laquelle la commune est exposée à un climat de montagne ou de marges de montagne et est dans la région climatique Pyrénées centrales, caractérisée par une pluviométrie annuelle de 1 000 à 1 200 mm.
Pour la période 1971-2000, la température annuelle moyenne est de 12 °C, avec une amplitude thermique annuelle de 15,5 °C. Le cumul annuel moyen de précipitations est de 978 mm, avec 10 jours de précipitations en janvier et 6,5 jours en juillet. Pour la période 1991-2020, la température moyenne annuelle observée sur la station météorologique installée sur la commune est de 12,7 °C et le cumul annuel moyen de précipitations est de 1 101,5 mm,. Pour l'avenir, les paramètres climatiques de la commune estimés pour 2050 selon différents scénarios d'émission de gaz à effet de serre sont consultables sur un site dédié publié par Météo-France en novembre 2022.
| Mois                                  | jan.          | fév.           | mars           | avril           | mai           | juin          | jui.          | août          | sep.          | oct.          | nov.            | déc.            | année      |
| ------------------------------------- | ------------- | -------------- | -------------- | --------------- | ------------- | ------------- | ------------- | ------------- | ------------- | ------------- | --------------- | --------------- | ---------- |
| Température minimale moyenne (°C)     | 1,6           | 1,8            | 4              | 6               | 9,3           | 13            | 14,8          | 14,9          | 11,9          | 8,8           | 4,4             | 2,3             | 7,7        |
| Température moyenne (°C)              | 5,8           | 6,3            | 9,1            | 11,3            | 14,4          | 18,3          | 20,3          | 20,5          | 17,6          | 13,9          | 8,8             | 6,4             | 12,7       |
| Température maximale moyenne (°C)     | 9,9           | 10,8           | 14,2           | 16,6            | 19,6          | 23,6          | 25,8          | 26,2          | 23,2          | 19,1          | 13,2            | 10,6            | 17,7       |
| Record de froid (°C) date du record   | −9,2 19.01.17 | −13,2 09.02.12 | −12,5 01.03.05 | −2,4 14.04.1998 | −0,4 01.05.04 | 3,8 01.06.06  | 8 09.07.04    | 7,5 31.08.10  | 4 29.09.07    | −4 25.10.03   | −6,7 22.11.1998 | −8,8 29.12.1996 | −13,2 2012 |
| Record de chaleur (°C) date du record | 21 13.01.04   | 25,6 27.02.19  | 27 11.03.1997  | 28,7 09.04.11   | 31,3 30.05.01 | 35,7 29.06.19 | 36,3 25.07.06 | 39,7 13.08.03 | 33,8 03.09.05 | 30,4 07.10.09 | 25,5 01.11.20   | 22,3 23.12.12   | 39,7 2003  |
| Précipitations (mm)                   | 107,6         | 89,9           | 89,4           | 106,7           | 109,9         | 78,1          | 68,2          | 69,9          | 75,3          | 86,5          | 122,4           | 97,6            | 1 101,5    |

| Diagramme climatique                                  |             |           |            |              |            |              |              |              |             |              |             |
| J                                                     | F           | M         | A          | M            | J          | J            | A            | S            | O           | N            | D           |
| 9,91,6107,6                                           | 10,81,889,9 | 14,2489,4 | 16,66106,7 | 19,69,3109,9 | 23,61378,1 | 25,814,868,2 | 26,214,969,9 | 23,211,975,3 | 19,18,886,5 | 13,24,4122,4 | 10,62,397,6 |
| Moyennes : • Temp. maxi et mini °C • Précipitation mm |             |           |            |              |            |              |              |              |             |              |             |

### Milieux naturels et biodiversité
L’inventaire des zones naturelles d'intérêt écologique, faunistique et floristique (ZNIEFF) a pour objectif de réaliser une couverture des zones les plus intéressantes sur le plan écologique, essentiellement dans la perspective d’améliorer la connaissance du patrimoine naturel national et de fournir aux différents décideurs un outil d’aide à la prise en compte de l’environnement dans l’aménagement du territoire.
Une ZNIEFF de type 1 est recensée sur la commune :
« le Plantaurel entre Foix et Lavelanet » (11 312 ha), couvrant 26 communes du département et une ZNIEFF de type 2, : 
« le Plantaurel » (42 116 ha), couvrant 72 communes dont 68 dans l'Ariège, 2 dans l'Aude et 2 dans la Haute-Garonne.

Carte des ZNIEFF de type 1 et 2 à Roquefort-les-Cascades.
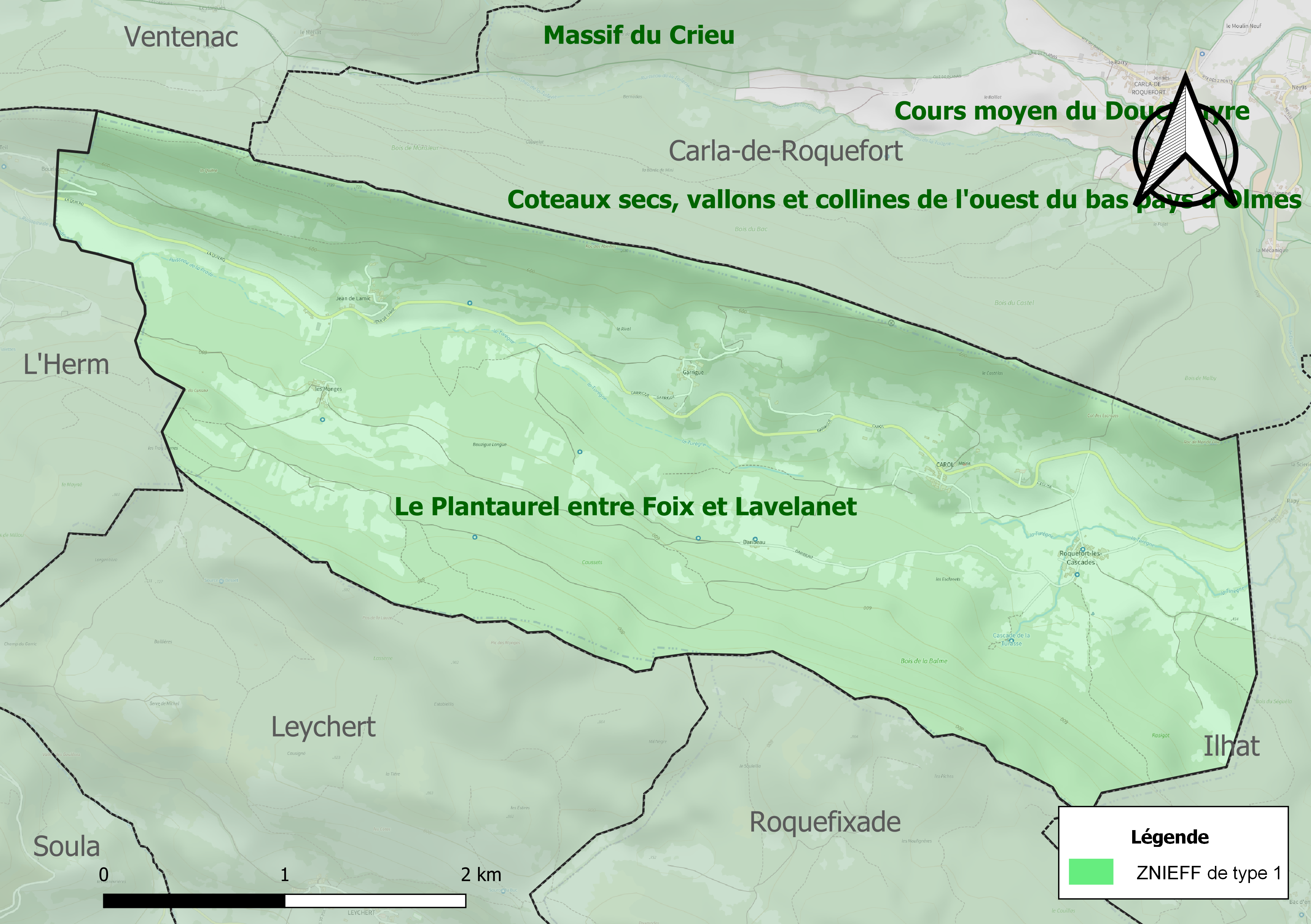
Carte de la ZNIEFF de type 1 sur la commune.
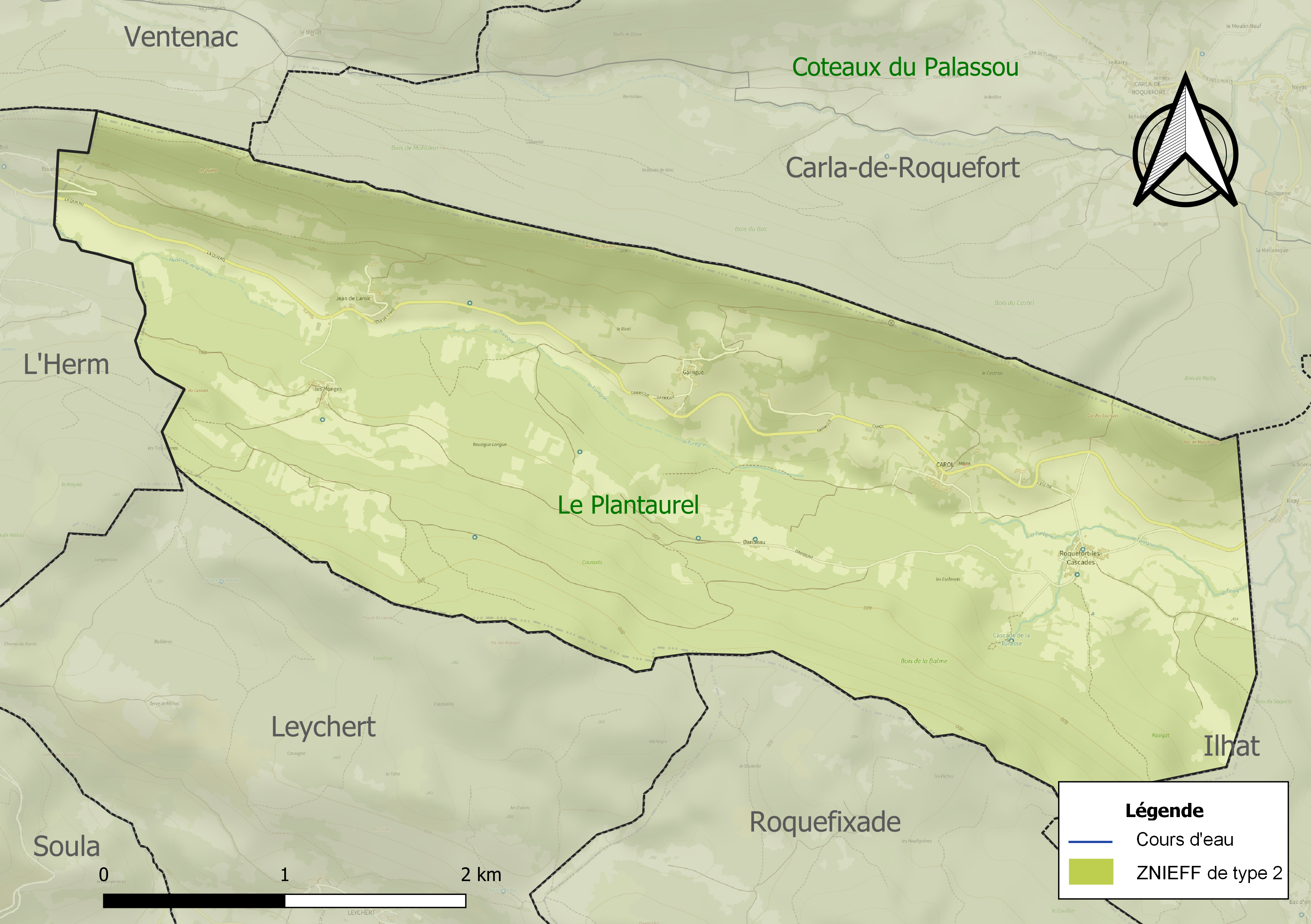
Carte de la ZNIEFF de type 2 sur la commune.

## Urbanisme

### Typologie
Au 1er janvier 2024, Roquefort-les-Cascades est catégorisée commune rurale à habitat très dispersé, selon la nouvelle grille communale de densité à 7 niveaux définie par l'Insee en 2022.
Elle est située hors unité urbaine. Par ailleurs la commune fait partie de l'aire d'attraction de Lavelanet, dont elle est une commune de la couronne,. Cette aire, qui regroupe 28 communes, est catégorisée dans les aires de moins de 50 000 habitants,.

### Occupation des sols
L'occupation des sols de la commune, telle qu'elle ressort de la base de données européenne d’occupation biophysique des sols Corine Land Cover (CLC), est marquée par l'importance des forêts et milieux semi-naturels (57,8 % en 2018), une proportion identique à celle de 1990 (57,8 %). La répartition détaillée en 2018 est la suivante : 
forêts (57,8 %), zones agricoles hétérogènes (24,1 %), prairies (18 %). L'évolution de l’occupation des sols de la commune et de ses infrastructures peut être observée sur les différentes représentations cartographiques du territoire : la carte de Cassini (XVIIIe siècle), la carte d'état-major (1820-1866) et les cartes ou photos aériennes de l'IGN pour la période actuelle (1950 à aujourd'hui).

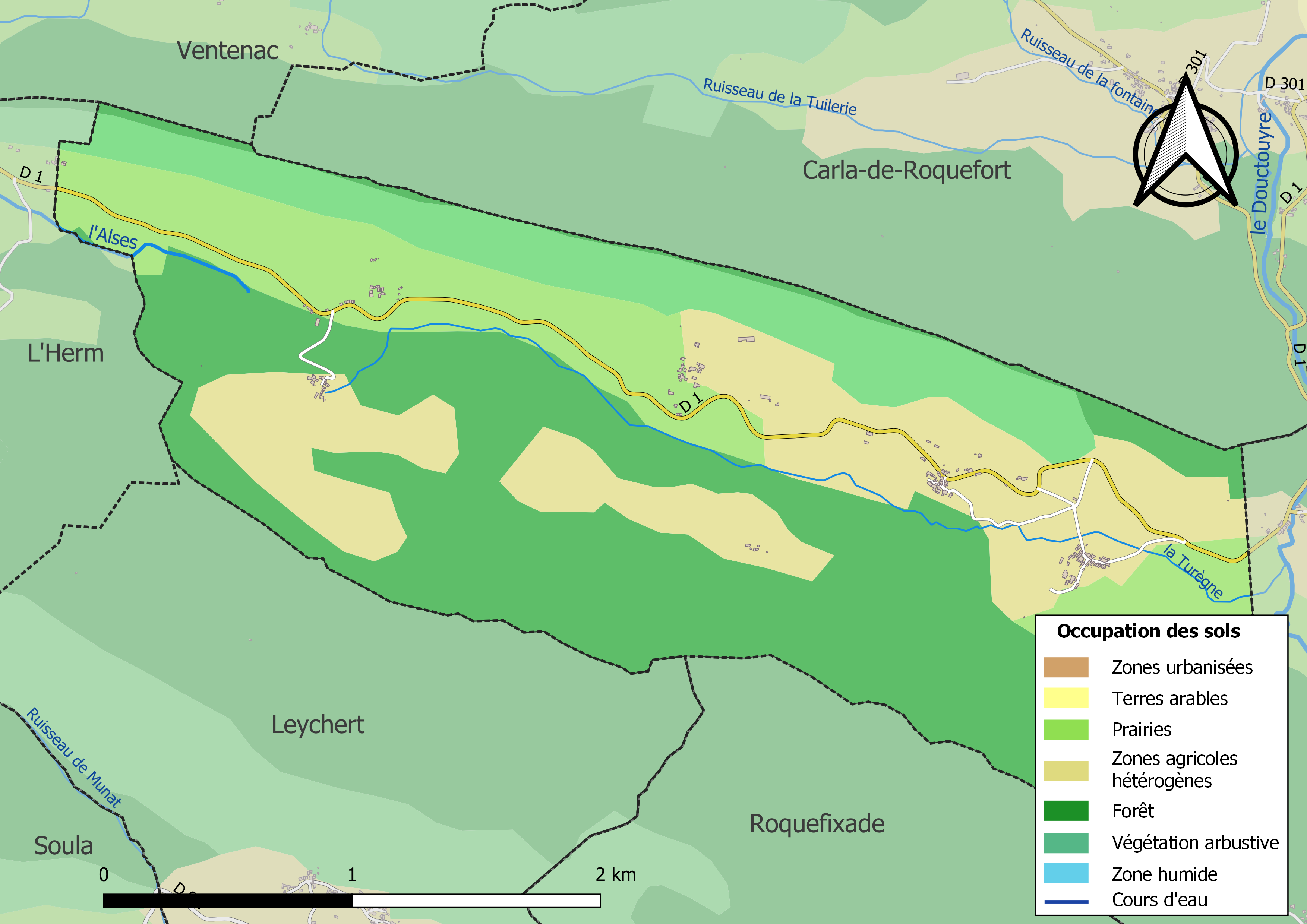
Carte des infrastructures et de l'occupation des sols de la commune en 2018 (CLC).

### Habitat et logement
En 2018, le nombre total de logements dans la commune était de 78, alors qu'il était de 75 en 2013 et de 69 en 2008.
Parmi ces logements, 55,8 % étaient des résidences principales, 27,3 % des résidences secondaires et 16,9 % des logements vacants. Ces logements étaient pour 96,1 % d'entre eux des maisons individuelles et pour 3,9 % des appartements.
Le tableau ci-dessous présente la typologie des logements à Roquefort-les-Cascades en 2018 en comparaison avec celle de l'Ariège et de la France entière. Une caractéristique marquante du parc de logements est ainsi une proportion de résidences secondaires et logements occasionnels (27,3 %) supérieure à celle du département (24,6 %) et à celle de la France entière (9,7 %). Concernant le statut d'occupation de ces logements, 83,7 % des habitants de la commune sont propriétaires de leur logement (86,7 % en 2013), contre 66,3 % pour l'Ariège et 57,5 % pour la France entière.
| Typologie                                               | Roquefort-les-Cascades | Ariège | France entière |
| ------------------------------------------------------- | ---------------------- | ------ | -------------- |
| Résidences principales (en %)                           | 55,8                   | 65,7   | 82,1           |
| Résidences secondaires et logements occasionnels (en %) | 27,3                   | 24,6   | 9,7            |
| Logements vacants (en %)                                | 16,9                   | 9,7    | 8,2            |

### Voies de communication et transports
Accès avec les routes départementales D 117 (ex-RN 117) et D 10 et D 1.

### Risques majeurs

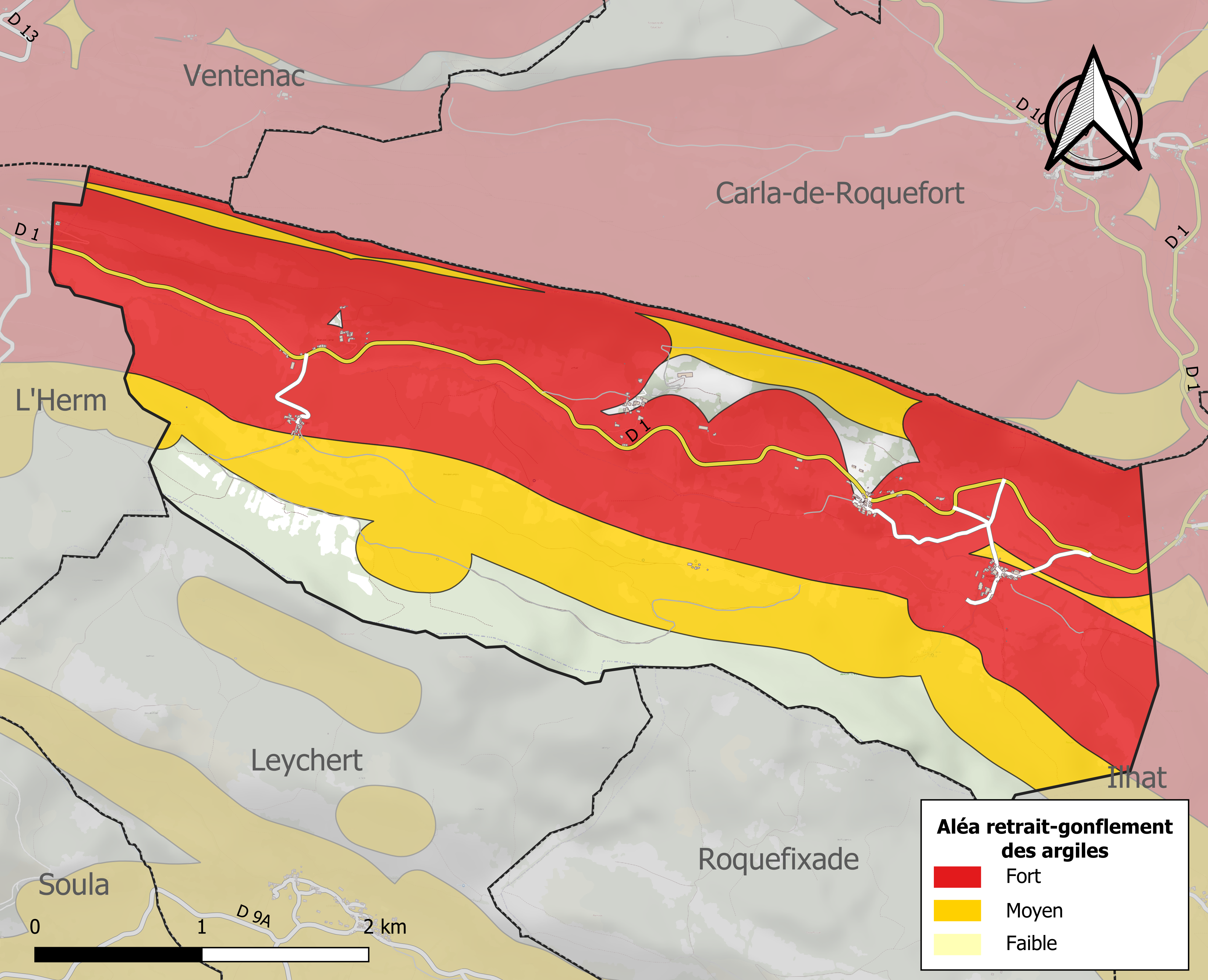
Zonage de l'aléa retrait-gonflement des argiles sur la commune de Roquefort-les-Cascades.

Le territoire de la commune de Roquefort-les-Cascades est vulnérable à différents aléas naturels : inondations, climatiques (grand froid ou canicule), feux de forêts, mouvements de terrains et séisme (sismicité modérée),.
Certaines parties du territoire communal sont susceptibles d’être affectées par le risque d’inondation par crue torrentielle d'un cours d'eau, ou ruissellement d'un versant.
Les mouvements de terrains susceptibles de se produire sur la commune sont soit des chutes de blocs, soit des glissements de terrains, soit des effondrements liés à des cavités souterraines, soit des mouvements liés au retrait-gonflement des argiles. Près de 50 % de la superficie du département est concernée par l'aléa retrait-gonflement des argiles, dont la commune de Roquefort-les-Cascades. L'inventaire national des cavités souterraines permet par ailleurs de localiser celles situées sur la commune.

## Histoire
Au l'époque féodale, les seigneurs appartenaient à la famille de Dun, puis, après la guerre des Albigeois et les bouleversements qui s'ensuivirent, aux Lévis-Mirepoix (d'ailleurs issus du mariage en 1296 entre Jean Ier de Lévis et Constance de Foix) et à leurs descendants les Lévis-Léran.

## Politique et administration

### Découpage territorial
La commune de Roquefort-les-Cascades est membre de la communauté de communes du Pays d'Olmes, un établissement public de coopération intercommunale (EPCI) à fiscalité propre créé le 26 décembre 1995 dont le siège est à Lavelanet. Ce dernier est par ailleurs membre d'autres groupements intercommunaux.
Sur le plan administratif, elle est rattachée à l'arrondissement de Pamiers, au département de l'Ariège, en tant que circonscription administrative de l'État, et à la région Occitanie.
Sur le plan électoral, elle dépend du canton du Pays d'Olmes pour l'élection des conseillers départementaux, depuis le redécoupage cantonal de 2014 entré en vigueur en 2015, et de la première circonscription de l'Ariège  pour les élections législatives, depuis le redécoupage électoral de 1986.

### Administration municipale
Le nombre d'habitants au recensement de 2011 étant compris entre 0 et 99, le nombre de membres du conseil municipal pour l'élection de 2014 est de sept,.

### Liste des maires
| Période                                  | Période  | Identité         | Étiquette | Qualité     |
| ---------------------------------------- | -------- | ---------------- | --------- | ----------- |
| 1807                                     | 1813     | Jacques Allieu   |           | négociant   |
|                                          |          |                  |           |             |
| avant 1981                               | ?        | André Mercadier  | PS        |             |
| mars 2001                                | 2008     | Louis Cazenave   |           | Agriculteur |
| mars 2008                                | mai 2020 | Dominique Déom   |           | Agriculteur |
| mai 2020                                 | en cours | Patrick Cazenave |           | Artisan     |
| Les données manquantes sont à compléter. |          |                  |           |             |

## Population et société

### Démographie
L'évolution du nombre d'habitants est connue à travers les recensements de la population effectués dans la commune depuis 1793. Pour les communes de moins de 10 000 habitants, une enquête de recensement portant sur toute la population est réalisée tous les cinq ans, les populations de référence des années intermédiaires étant quant à elles estimées par interpolation ou extrapolation. Pour la commune, le premier recensement exhaustif entrant dans le cadre du nouveau dispositif a été réalisé en 2006.

En 2022, la commune comptait 83 habitants, en évolution de −8,79 % par rapport à 2016 (Ariège : +1,48 %, France hors Mayotte : +2,11 %).
| 1793 | 1800 | 1806 | 1821 | 1831 | 1836 | 1841 | 1846 | 1851 |
| ---- | ---- | ---- | ---- | ---- | ---- | ---- | ---- | ---- |
| 401  | 393  | 423  | 371  | 411  | 397  | 402  | 420  | 407  |

| 1856 | 1861 | 1866 | 1872 | 1876 | 1881 | 1886 | 1891 | 1896 |
| ---- | ---- | ---- | ---- | ---- | ---- | ---- | ---- | ---- |
| 409  | 415  | 403  | 384  | 409  | 376  | 367  | 328  | 304  |

| 1901 | 1906 | 1911 | 1921 | 1926 | 1931 | 1936 | 1946 | 1954 |
| ---- | ---- | ---- | ---- | ---- | ---- | ---- | ---- | ---- |
| 262  | 246  | 238  | 190  | 196  | 183  | 156  | 149  | 152  |

| 1962 | 1968 | 1975 | 1982 | 1990 | 1999 | 2006 | 2011 | 2016 |
| ---- | ---- | ---- | ---- | ---- | ---- | ---- | ---- | ---- |
| 125  | 115  | 99   | 105  | 114  | 107  | 101  | 96   | 91   |

| 2021 | 2022 | - | - | - | - | - | - | - |
| ---- | ---- | - | - | - | - | - | - | - |
| 86   | 83   | - | - | - | - | - | - | - |

| selon la population municipale des années : | 1968 | 1975 | 1982 | 1990 | 1999 | 2006 | 2009 | 2013 |
| Rang de la commune dans le département      | 190  | 198  | 220  | 200  | 192  | 221  | 224  | 232  |
| Nombre de communes du département           | 340  | 328  | 330  | 332  | 332  | 332  | 332  | 332  |

### Activités sportives
Randonnée pédestre, escalade, chasse.

## Économie

### Emploi
| Division       | 2008  | 2013   | 2018   |
| -------------- | ----- | ------ | ------ |
| Commune        | 8,8 % | 8,6 %  | 5,8 %  |
| Département    | 8,9 % | 11,1 % | 11,2 % |
| France entière | 8,3 % | 10 %   | 10 %   |

En 2018, la population âgée de 15 à 64 ans s'élève à 53 personnes, parmi lesquelles on compte 73,1 % d'actifs (67,3 % ayant un emploi et 5,8 % de chômeurs) et 26,9 % d'inactifs,. En  2018, le taux de chômage communal (au sens du recensement) des 15-64 ans est inférieur à celui de la France et du département, alors qu'en 2008 il était supérieur à celui de la France.
La commune fait partie de la couronne de l'aire d'attraction de Lavelanet, du fait qu'au moins 15 % des actifs travaillent dans le pôle,. Elle compte 9 emplois en 2018, contre 3 en 2013 et 7 en 2008. Le nombre d'actifs ayant un emploi résidant dans la commune est de 35, soit un indicateur de concentration d'emploi de 25,3 % et un taux d'activité parmi les 15 ans ou plus de 49,4 %.
Sur ces 35 actifs de 15 ans ou plus ayant un emploi, 6 travaillent dans la commune, soit 17 % des habitants. Pour se rendre au travail, 88,6 % des habitants utilisent un véhicule personnel ou de fonction à quatre roues, 2,9 % les transports en commun, 5,8 % s'y rendent en deux-roues, à vélo ou à pied et 2,9 % n'ont pas besoin de transport (travail au domicile).

### Activités hors agriculture
10 établissements sont implantés  à Roquefort-les-Cascades au 31 décembre 2019.
Le secteur de l'industrie manufacturière, des industries extractives et autres est prépondérant sur la commune puisqu'il représente 30 % du nombre total d'établissements de la commune (3 sur les 10 entreprises implantées  à Roquefort-les-Cascades), contre 12,9 % au niveau départemental.

### Agriculture
|                                   | 1988 | 2000 | 2010 |
| --------------------------------- | ---- | ---- | ---- |
| Exploitations                     | 18   | 7    | 3    |
| Superficie agricole utilisée (ha) | 333  | 260  | 272  |

La commune fait partie de la petite région agricole dénommée « Région sous-pyrénéenne ». En 2010, l'orientation technico-économique de l'agriculture  sur la commune est l'élevage de bovins pour la viande. Trois exploitations agricoles ayant leur siège dans la commune sont dénombrées lors du recensement agricole de 2010 (douze en 1988). La superficie agricole utilisée est de 272 ha.

## Culture locale et patrimoine

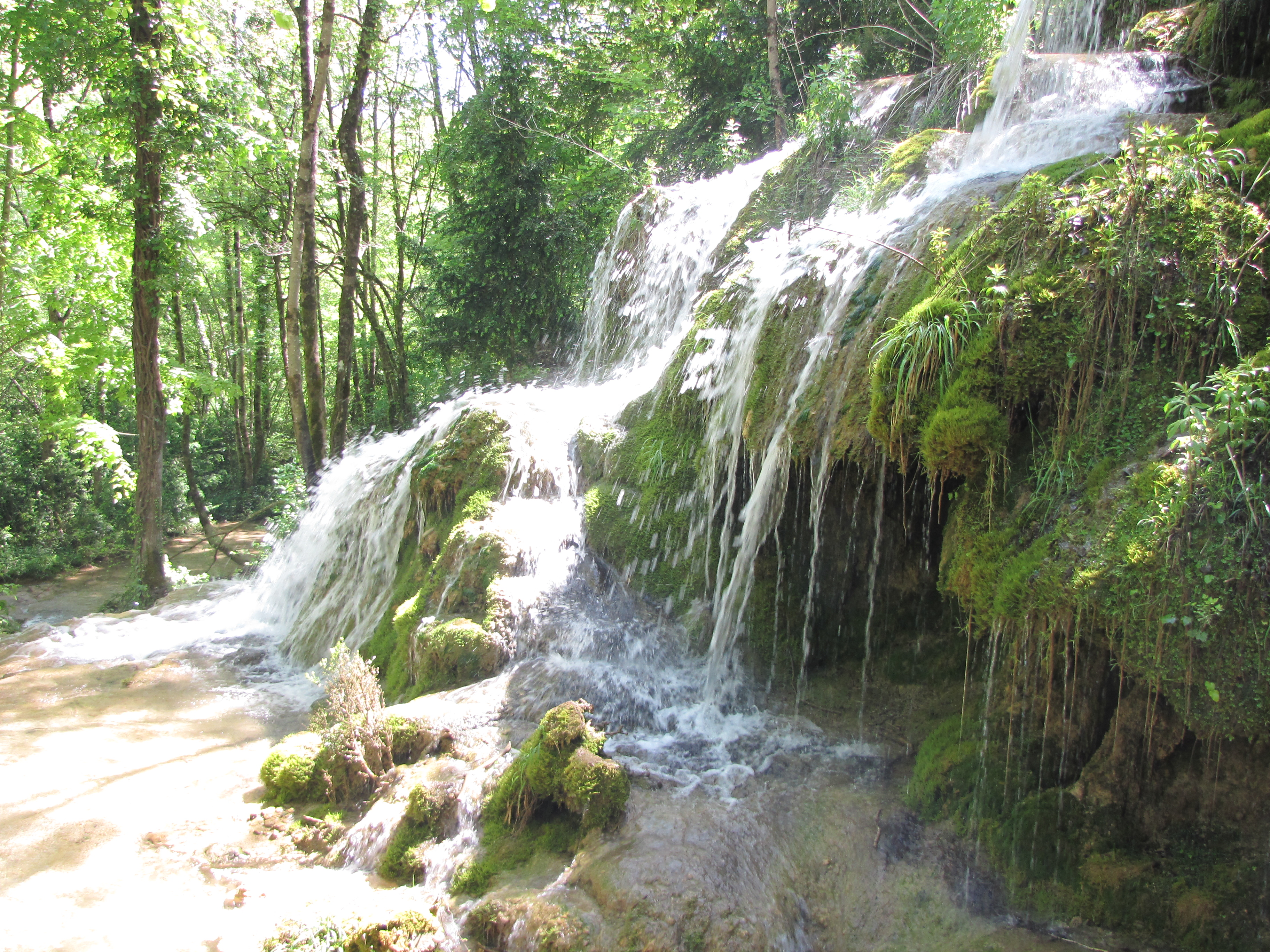
Une cascade de la Turasse.
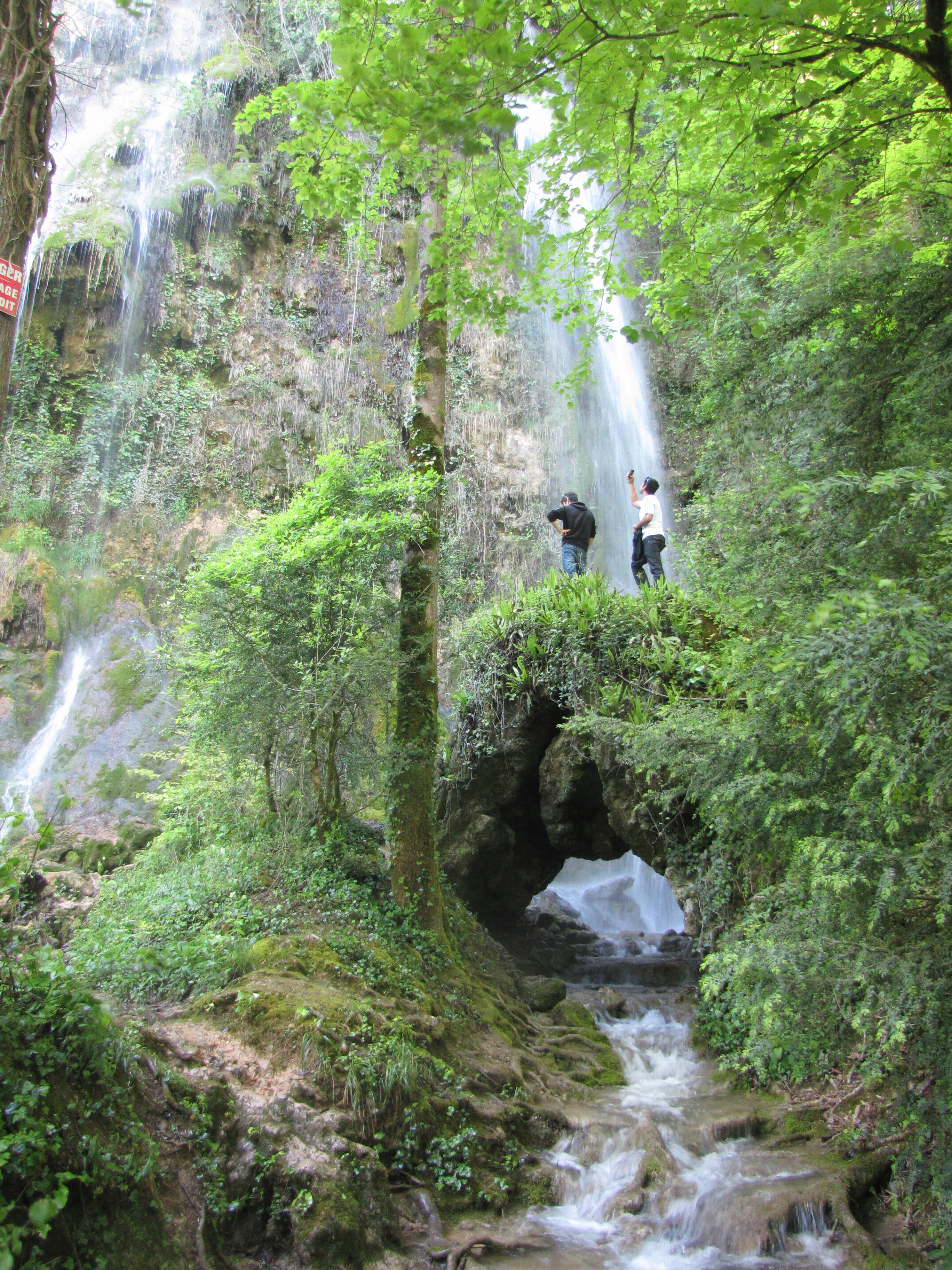
Cascade de la Turasse.
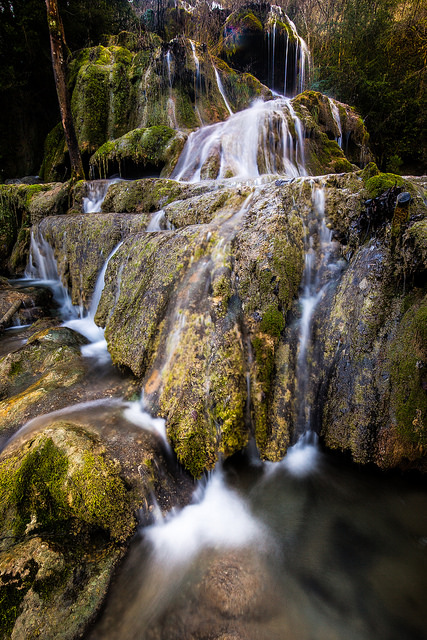
Cascade de la Turasse.
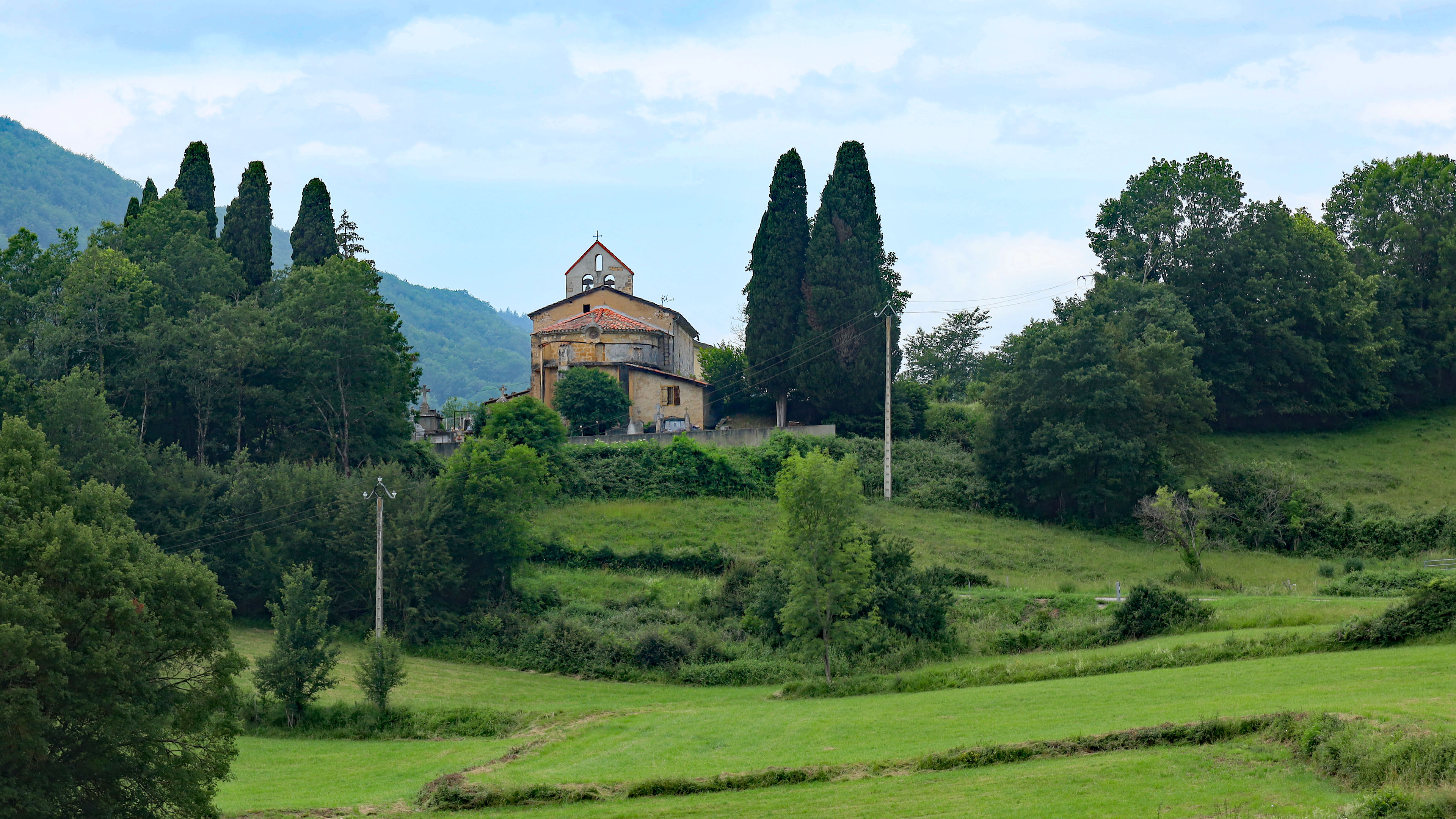
L'église du Carol.
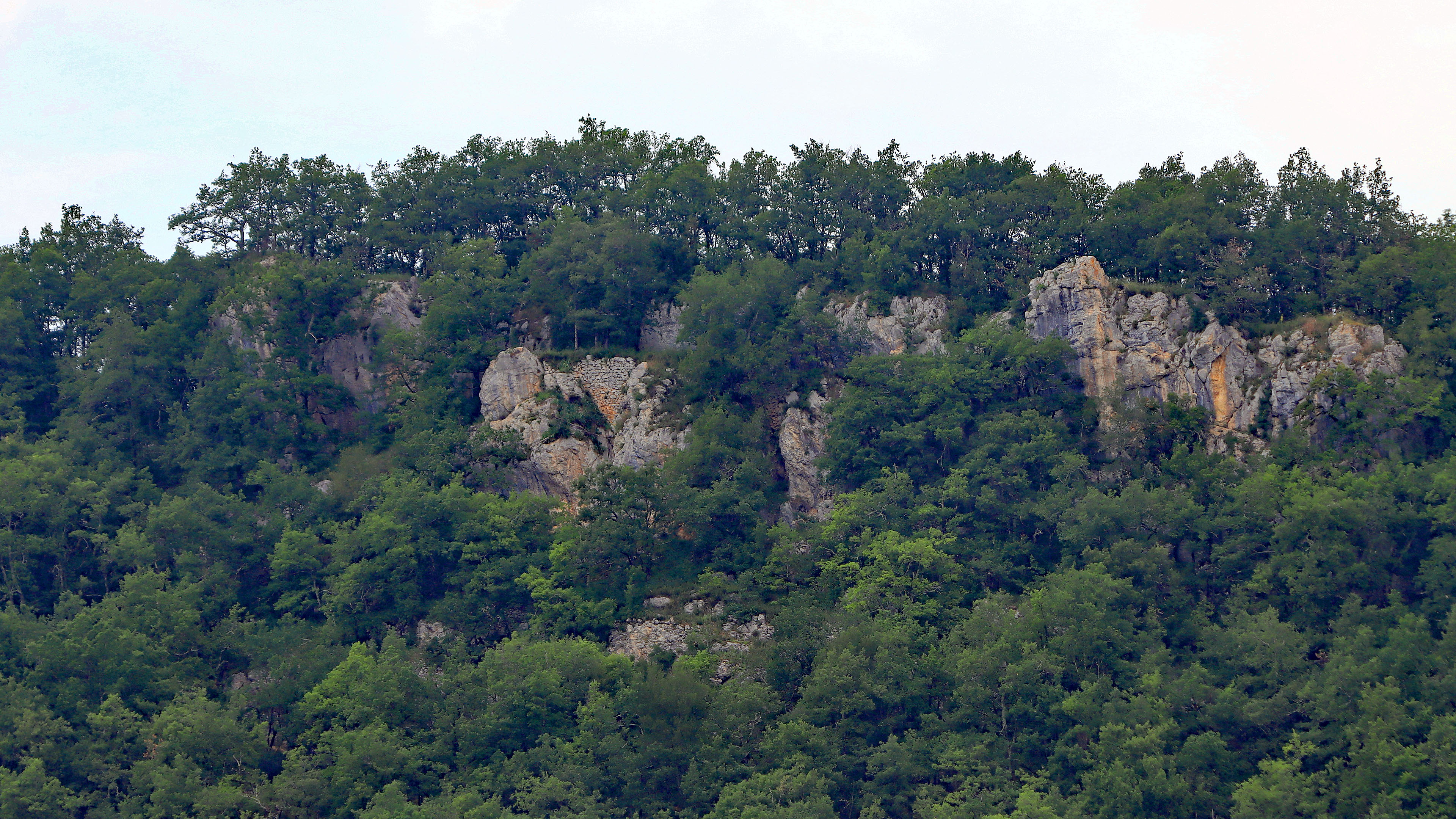
Les vestiges du château.

### Lieux et monuments
- Les cascades de la Turasse sont une véritable curiosité géologique naturelle. Sur trente mètres de hauteur, les cascades ont produit un phénomène rare et très fragile : une tufière ou cascade pétrifiante. Le tuf est un calcaire pulvérulent et friable, de couleur blanche à beige. L'eau des sources de la Turasse étant particulièrement calcaire, le tuf se dépose sur les mousses et les morceaux de bois sous la forme d'une croûte. La disparition de ces débris végétaux, par fermentation donne en partie à la roche sa texture poreuse rappelant celle d'une éponge[52].
- À proximité se trouvent les vestiges du château de Roquefort, le château de Teyrac, dont subsistent un mur et quelques constructions que l'on ne voit pas du village. On y accède par une petite randonnée de 1 heure 30 environ aller-retour, au départ de l'église du Carol.
- Église de la Nativité-de-Notre-Dame.

### Héraldique
| Blason | Blasonnement : D'argent à la bande camponnée de gueules et d'or. Commentaires : On remarquera que le blason est identique à celui d'Ilhat, les deux communes étant liées par le passé. |